# Соколки (Челябинская область)
Соколки — посёлок в Кизильском районе Челябинской области России. Входит в состав Кизильского сельского поселения.

## География
Посёлок находится на юге региона, в пределах юго-восточных предгорий Южного Урала, в степной зоне, на правом берегу реки Урал, на расстоянии 12 километров по прямой к юго-востоку от села Кизильского, административного центра района.
Абсолютная высота 295 метров над уровнем моря.
Уличная сеть
посёлка состоит из трёх географических объектов: улиц Правды и Труда и Центрального переулка:
Климат
Климат резко континентальный с сухим жарким летом и суровой зимой. Среднегодовое количество осадков: 266 мм. Средняя температура самого холодного месяца января составляет −17,9 °С, самого тёплого месяца июля — +19,9 °С.

## Население
| 2002 | 2010 |
| ---- | ---- |
| 187  | ↘146 |

Гендерный состав
По данным Всероссийской переписи населения 2010 года в гендерной структуре населения мужчины составляли 45,9 %, женщины — 54,1 %.
Национальный состав
Согласно результатам переписи 2002 года, в национальной структуре населения башкиры составляли 40 %, русские — 36 %.

## Инфраструктура
Личное подсобное хозяйство.

## Транспорт
Автомобильная дорога общего пользования регионального значения 75К-567 Соколки — автодорога Кизильское — Богдановское длиной 3,130 км..